# Vladimir Jelčić
Vladimir Jelčić (ur. 10 października 1968 w Čapljinie) – były chorwacki piłkarz ręczny, zdobywca złotego medalu Igrzysk Olimpijskich w Atlancie.